# Natalia Sedletska
Natalia Iouriïvna Sedletska (en ukrainien : Наталія Юріївна Седлецька), née le 20 juin 1987 à Kiev en Ukraine, est une journaliste d'investigation ukrainienne.

## Biographie
Natalia Sedletska naît à Kiev en 1987.
Elle étudie le journalisme à l'université nationale Taras-Chevtchenko de Kiev, dont elle est diplômée.
De 2009 à 2012, elle travaille pour la chaîne de télévision privée ukrainienne TVi, où elle participe aux émissions d'investigation Znak oklykou (uk) (« Point d'exclamation ») et Tender News (uk) — qu'elle anime et qui est consacrée à la corruption.
En 2013, elle travaille pour Radio Free Europe/Radio Liberty (RFE/RL), d'abord à Prague, où elle bénéficie d'une bourse financée par RFE/RL et le ministère tchèque des Affaires étrangères.
Avec d'autres journalistes et le soutien de RFE/RL, elle fonde en 2014 l'émission Skhemy : korouptsia v detaliakh (uk) (traduction littérale : « Schémas : la corruption en détail »), consacrée à la corruption et qu'elle présente à partir de juillet sur la chaîne de télévision publique nationale UA:Pershyi.
En 2018, un tribunal de Kiev donne une suite favorable à la demande du bureau du procureur général, Iouri Loutsenko, proche du président Petro Porochenko, de réclamer au fournisseur d'accès téléphonique de Natalia Sedletska la liste de ses appels et des SMS qu'elle a échangés. Cette demande, qui a pour but d'identifier son éventuel informateur au sein du Bureau national anticorruption, va à l'encontre du secret des sources et provoque des contestations d'organisations de défense de la liberté de la presse et de la National Union of Journalists of Ukraine,,. En avril 2021, la Cour européenne des droits de l'homme condamne l'État ukrainien, considérant qu'il n'a pas respecté l'article 10 de la Convention européenne des droits de l'homme en cherchant à mettre à mal le secret des sources de Natalia Sedletska,,.